# Вольное историческое общество
Ассоциация «Вольное историческое общество» (аббр. ВИО) — основанная в 2014 году российская научная общественная организация, объединяющая представителей социальных и гуманитарных наук. Целью общества обозначено «содействие распространению научных представлений о прошлом, о роли и задачах исторической науки в жизни современного общества».

## Деятельность

### Учреждение
Программный манифест общества был утверждён 28 февраля 2014 года на собрании его учредителей. Для достижения своей главной цели члены общества выделили следующие задачи:
- формирование современной гуманитарной экспертной среды, к которой гражданское общество питало бы полное и основательное доверие;
- соединение усилий для солидарной деятельности учёных на единой «площадке»;
- развитие международного сотрудничества и популяризация в России достижений мирового гуманитарного знания, а в мире — лучших образцов российской науки;
- профессиональная оценка событий и публичных высказываний политиков и лидеров общественного мнения, касающихся представлений о прошлом;
- борьба с фальсификациями исторических источников и фактов;
- противодействие любым попыткам ограничения академических свобод;
- содействие рассекречиванию архивных материалов, передаче ведомственных архивов на государственное хранение и либерализации законодательства о доступе к архивным документам таким образом, чтобы охрана государственной тайны и персональных данных не становились препятствием для изучения прошлого;
- обеспечение условий для создания системы непрерывного исторического образования, сопровождающего человека всю сознательную жизнь и способствующего формированию ответственного и активного гражданина через воспитание навыков оценки исторического опыта;
- содействие реализации издательских программ, связанных с распространением результатов исследований и популяризацией исторического знания.

Члены-учредители: Е. В. Анисимов, А. Б. Голубовский, И. Н. Данилевский, В. И. Дятлов, А. И. Иванчик, С. А. Иванов, Л. А. Кацва, И. И. Курилла, А. И. Миллер, А. М. Молдован, К. Н. Морозов, С. В. Мироненко, А. В. Рубцов, Н. П. Соколов, П. Ю. Уваров, А. М. Эткинд. В таком же составе был сформирован Совет общества как орган управления ассоциацией. По состоянию на 2018 год к Совету примкнули П. А. Гнилорыбов, Б. С. Долгин, О. Ю. Малинова, А. А. Тесля и С. Э. Эрлих.

### Проекты и заявления
Партнёрами ВИО выступили общество «Мемориал» и Комитет гражданских инициатив (КГИ) А. Л. Кудрина. Позже к ним присоединились издательство «Альпина» и журнал «Дилетант», вместе с которыми был придуман просветительско-развлекательный проект «Исторический день». В разное время ВИО сотрудничало с сообществом «Диссернет», Фондом Егора Гайдара, Центром документального кино, Школой местного самоуправления, Сахаровским центром, порталом «Полит.ру» и «Новым литературным обозрением» (НЛО) И. Д. Прохоровой.
Совместно с НЛО обществом была выпущена серия научно-популярных книг «Что такое Россия». Задачей этого проекта, согласно заявлениям его реализаторов, являлось заложение новой отечественной традиции популярной истории через обращение внимания к процессу модернизации страны в контексте социальных трансформаций, происходивших в Европе в те же временные периоды. В создании серии приняли участие Г. Н. Ульянова, А. Т. Урушадзе, К. А. Соловьёв и другие известные историки.
В 2015 году запустили сайт общества, кроме того были начаты социологические исследования за счёт гранта в размере 2,5 миллионов рублей, который им выделил фонд экс-министра финансов А. Л. Кудрина.
В разделе сайта ВИО «Школьная библиотека» школьным учителям были рекомендованы учебники авторства Т. В. Черниковой, а также методическое пособие А. Б. Суслова и М. В. Черемных «Изучение в школе истории сталинских репрессий» и курсы лекций Л. А. Кацвы.
С самого своего зарождения ассоциация выступала против единого учебника истории: «практическая польза от исторической науки — предоставить обществу широкий диапазон выбора, чтобы оно не ошиблось с планами на будущее».
В качестве собственного лектория у ВИО был Вольный исторический университет, в котором устраивались встречи с историками в рамках проектов общества «Историк за верстаком», «Дежурный хранитель», «Исторический момент», «Общее прошлое» и «Трудные вопросы».
В 2014 году председатель Совета общества посетил выставку «Рюриковичи», устроенную в московском Манеже. Соколов осудил организаторов за «смесь фантазий, пропаганды и давно опровергнутых концепций». Учёные также были недовольны панегирическим уклоном в изображении всех царей и приписыванием историческим деятелям и событиям несообразных им современных мотивов и контекстов. В дальнейшем ВИО продолжало критиковать парки «Россия — моя история», и в 2017 году члены общества обратились в Минобрнауки, указывая на исторический непрофессионализм в экспозициях:
Практически все без исключения изречения "врагов России" являются псевдоцитатами: ни Отто фон Бисмарк, ни Билл Клинтон, ни Маргарет Тэтчер не произносили тех слов, которые им приписаны.«Коммерсантъ», 2017 г.
Во время проведения во всех школах страны уроков «Крым и Севастополь: их историческое значение для России» ВИО высказались о недопустимости превращения уроков в политинформацию: «ученики должны знать все доводы за и против — мы же хотим, чтобы они стали сознательными гражданами, а не марионетками». Учёные подчеркнули, что аргументы, приводимые в новых школьных рекомендациях, крайне недостаточны с научной точки зрения.
В конце марта 2014 года приказом ректора МГИМО был уволен А. Б. Зубов, в защиту которого было выпущено заявление Совета Вольного исторического общества. Объясняя свою позицию, учёные ссылались на формулировки приказа, которые «не оставляют сомнений в том, что профессор Зубов уволен за свои политические взгляды».
В 2016 году в ответ на заявление Н. С. Михалкова о том, что в музее Бориса Ельцина «ежедневно происходит инъекция разрушения национального самосознания людей» и представлена необъективная оценка событий, Н. П. Соколов, как руководитель Вольного исторического общества, заявил о своём намерении подать в суд на режиссёра за его высказывания в адрес учреждения.
В начале 2017 года обществом был выпущен доклад «Какое прошлое нужно будущему России», подготовленный при поддержке КГИ, в котором учёные пришли к выводу о необходимости деполитизации истории, «третьей волны десталинизации» и отказа государства от монополии на трактовку прошлого.
Участники Вольного исторического общества заявляли о том, что пропагандируемый взгляд министра культуры В. Р. Мединского на историю заслуживает самого серьёзного осуждения, поскольку для Мединского история не является наукой — он «не умеет отличить летописца от исследователя, а научную гипотезу от безосновательной фантазии».
В феврале 2020 года ассоциация опубликовала результаты исследования об удовлетворённости исторической политикой, проводимой властями России — 44 % опрошенных историков сказали, что «совершенно не удовлетворены», ещё 37 % — «скорее не удовлетворены».
В начале марта 2020 года ВИО призвало законодателей исключить из проекта конституционных поправок «исторические» элементы, несущие потенциальную опасность для гражданского мира в стране. В своём заявлении ассоциация указала на то, что их тревожит как в содержании конкретных поправок, так и в общем замысле внести в Основной закон положения, регулирующие отношение граждан и государства к прошлому.
В январе 2021 года Н. П. Соколов, будучи председателем Совета общества, подписал коллективное письмо против закона о просветительской деятельности, предполагающего её государственное регулирование. Подписанты, руководители независимых российских просветительских проектов, противились введению предварительной цензуры, в которой увидели наступление на фундаментальные права и свободы человека.
В сентябре 2021 года учёные обратились к гражданам России с просьбой присоединиться к петиции с требованием полной отмены законодательства об иностранных агентах.
На фоне начала войны на территории Украины в 2022 году ВИО призвало к соблюдению международных договоров, закрепляющих существующие границы государств, и выступило против обоснования политических решений «исторической справедливостью», которая понимается всеми по-разному.

## Критика
На портале Российского военно-исторического общества «История. РФ» в статье, посвящённой ВИО, указывают на малую численность историков, принимающих участие в деятельности ассоциации, а тех, кого слышно чаще, именуют оппозиционными пропагандистами: «вольности тут и не видно, есть одна единственная чёткая идеология, исходящая даже не от историков».
Организаторы сети исторических парков «Россия — моя история» на специальной пресс-конференции в 2017 году назвали высказанные недовольства вольных историков некорректными и несерьёзными, а эксперт Фонда гуманитарных проектов епископ Тихон Шевкунов заметил, что в указанных учёными экспозициях совершены были якобы только две ошибки, за которые ранее уже извинялись. Вступился за выставку и ректор РГГУ Александр Безбородов, не увидевший никаких искажений в цитатах Билла Клинтона и Маргарет Тэтчер. Подытожив, Н. П. Соколов, председатель Совета общества, подчеркнул, что организаторы «постепенно корректируют ляпы, на которые им указывают», и региональная часть выставки сделана хорошо, однако к содержанию по-прежнему остаётся концептуальная претензия.

## Члены
Список членов актуален на апрель 2022 года.
- Абашин С. Н.
- Аксёнов В. Б.
- Анисимов Е. В
- Апрыщенко В. Ю.
- Аракчеев В. А.
- Аржанцева И. А.
- Архангельский А. Н.
- Архипов И. С.
- Афиногенов Д. Е.
- Бармин А. В.
- Белова О. В.
- Белозёров Н. А
- Белякова Н. А.
- Бобровников В. О.
- Богуш Г. И.
- Бородкин Л. И
- Бунтман С. А.
- Васильев Ю. Ю.
- Ведерников В. В.
- Вигасин А. А.
- Волвенко А. А.
- Волков Е. В.
- Воробьёв С. В.
- Воронцова М. А.
- Воскобойников О. С.
- Гайдуков П. Е.
- Гиппиус А. А.
- Глебов А. Г.
- Гнилорыбов П. А.
- Голубовский А. Б.
- Голубовский Д. А.
- Граля И.
- Григоричев К. В.
- Гринберг М. С.
- Гринцер Н. П.
- Гринько И. А.
- Гусев А. В.
- Гусева Ю. В.
- Гусман Л. Ю.
- Гутнов Д. А.
- Давидсон А. Б.
- Давыдов М. А.
- Дамье В. В
- Данилевский И. Н.
- Джаксон, Т. Н.
- Дмитриев C. В.
- Дмитриева О. В.
- Долбилов М. Д.
- Долгин Б. С.
- Драхлер А. Б.
- Дубровский Д. В.
- Дукельский В. Ю.
- Дыбо А. В.
- Дятлов В. И.
- Журавлёва В. И.
- Зверева Г. И.
- Зенкин С. Н.
- Зубок В. М.
- Иванов С. А.
- Иванова А. П.
- Иванчик А. И.
- Кацва Л. А.
- Каменский А. Б.
- Карацуба И. В.
- Кельнер В. Е.
- Китаев В. А.
- Кляченков Е. А.
- Козлов Г. А.
- Колоницкий Б. И.
- Коновалова И. Г
- Кравецкий А. Г.
- Красильников С. А.
- Кром М. М.
- Кубышкин А. И.
- Кудюкин П. М.
- Кузнецов А. В.
- Кузнецов О. В.
- Кукатов А. В.
- Кукулин И. В.
- Курилла И. И.
- Курляндский И. А.
- Курукин И. В.
- Лапин В. В.
- Лебедев А. В.
- Левинская И. А.
- Леонтьева О. Б.
- Лидов А. М.
- Макаров И. А.
- Малинова О. Ю.
- Малкин С. А.
- Миллер А. И.
- Мильчина В. А.
- Минаков М. А.
- Минц М. М.
- Могаричёв Ю. М.
- Молдован А. М.
- Морозова А. Ю.
- Морозов К. Н.
- Мосин А. Г.
- Мраморнов А. И.
- Мулина С. А.
- Муравьёв А. В.
- Назаров В. Д.
- Нам И. В.
- Напольских В. В.
- Неклюдова М. С.
- Немцев М. Ю.
- Неретина С. С.
- Новиков К. А.
- Орешин Б. В.
- Охотин Н. Г.
- Палагута И. В.
- Панарин С. А
- Панченко А. А.
- Панченко Д. В.
- Петров Е. В.
- Петров Н. В.
- Пивоваров Ю. С.
- Подосинов А. В.
- Подосокорский Н. Н.
- Пучков П. А.
- Рабинович В. Ю.
- Ражев А. В.
- Раков А. А.
- Рамазанов С. П.
- Рачинский Я. З.
- Редин Д. А.
- Резник А. В.
- Рогинский А. Б.
- Рожанский М. Я.
- Рубцов А. В.
- Савельева И. М.
- Сазанов А. В.
- Сдвижков Д. А.
- Селин А. А.
- Серов Д. О.
- Соколов Н. П.
- Сорокин Н. В.
- Суслов А. Б.
- Таирова Т. Г.
- Тертицкий К. М.
- Тесля А. А.
- Тогоева О. И.
- Тохтасьев С. Р.
- Турилов А. А.
- Уваров П. Ю.
- Урушадзе А. Т.
- Успенский Ф. Б.
- Фадеев И. А.
- Фельдт А. Е.
- Феретти М.
- Хвальков Е. А.
- Чарный С. А.
- Чигирева Е. М.
- Чубур А. А.
- Шкерин В. А.
- Шнирельман В. А.
- Шпаков И. В.
- Щербакова И. Л.
- Эйдельман Т. Н.
- Эткинд А. М.
- Юдин Б. Г.